# Mugur Isărescu
Mugur Isărescu est un économiste roumain né le 1er août 1949 à Drăgășani dans le județ de Vâlcea. Il est gouverneur de la Banque nationale de Roumanie depuis 1990, c'est-à-dire depuis le rétablissement de la démocratie, à l'exception de la période allant de décembre 1999 à décembre 2000, lorsqu'il occupe le poste de Premier ministre.

## Biographie
Diplômé d'un doctorat en 1971 de l'Académie d'études économiques de Bucarest, Mugur Isărescu travaille ensuite à l'Institut d'économie internationale de cette même ville pendant 19 ans.
Après la révolution de 1989, Mugur Isărescu travaille au ministère des Affaires étrangères et à l'ambassade de Roumanie aux États-Unis, avant de devenir le 1er septembre 1990 gouverneur de la Banque nationale de Roumanie.
Mugur Isărescu est nommé le 16 décembre 1999 Premier ministre, imposé par Emil Constantinescu qui ne consulte pas les partis de la coalition gouvernementale[réf. nécessaire]. Il doit quitter ses fonctions après la défaite de la coalition gouvernementale lors des élections législatives de novembre 2000. C'est à lui que revient d'entamer les négociations d'adhésion de la Roumanie à l'Union européenne, négociations qu'ont poursuivies ses successeurs Adrian Năstase et Călin Popescu-Tăriceanu. On lui crédite aussi du rétablissement des finances de son pays et du développement de relations bénéfiques avec les institutions financières internationales.
Mugur Isărescu présente sa candidature à l'élection présidentielle de 2000 en tant qu'indépendant, lors de laquelle il termine en quatrième position en obtenant 9 % des voix au premier tour.
Durant la période où il est Premier ministre, la Banque nationale est dirigée par le premier vice-gouverneur Emil Iota Ghizari. Mugur Isărescu est revenu occuper le fauteuil de gouverneur dès son départ du gouvernement.
Bien qu'il ait toujours exprimé un enthousiasme vis-à-vis d'une adhésion de la Roumanie à la zone euro, l'arrivée de la monnaie européenne dans son pays a pris des retards considérables durant son mandat. En 2011, il annonce son objectif d'un passage à l'euro dès janvier 2015. Puis en avril 2015, il annonce que, malgré une infrastructure prête, la crise de l'euro augmente les facteurs de risque d'adhésion, et repousse l'adoption de l'euro en 2019.
Mugur Isărescu est un des Roumains les plus estimés des cercles de décideurs internationaux. Il fait partie du club de Rome, et est le seul Roumain à faire partie de la Commission trilatérale. Il est l'auteur d'un plan de réformes économiques qui a relancé l'économie roumaine, plan qu'il a mis en œuvre tant dans ses fonctions de Premier ministre que dans ses fonctions de gouverneur de la Banque centrale. Ses détracteurs l'accusent d'être un Premier ministre occulte depuis 1990, dirigeant une institution qui a son propre programme ; ses partisans soulignent que c'est cette politique qui a sauvé a préservé l'économie roumaine de chocs pires encore, tels que ceux survenus à la fin des années 1990 dans la Bulgarie voisine[réf. nécessaire].
Le site roumain Hotnews.ro parle de méthode Isărescu en évoquant l'histoire d'une banque roumaine qui avait appelé ses clients à miser sur la baisse du leu, mais cette baisse ne vint jamais, et la banque en occasionna de lourdes pertes alors que la BCE en tira un petit profit. La méthode Isărescu consiste donc à briser ses adversaires en n'entrant pas dans leur jeu.

## Autres fonctions
- Membre de l'Académie roumaine (depuis 2006)[1]
- Directeur de l'Institute of World Economy (depuis 1997)[1]

## Prix et récompenses
- Officier de la Légion d'honneur (2011)[6]
- Commandeur de l'ordre de la Couronne (Roumanie)